# Myonécrose infectieuse
La myonécrose infectieuse (en anglais infectious myonecrosis) est une maladie virale des crustacés Penaeidae, due au virus de la myonécrose infectieuse (IMNV).

## Agent causal

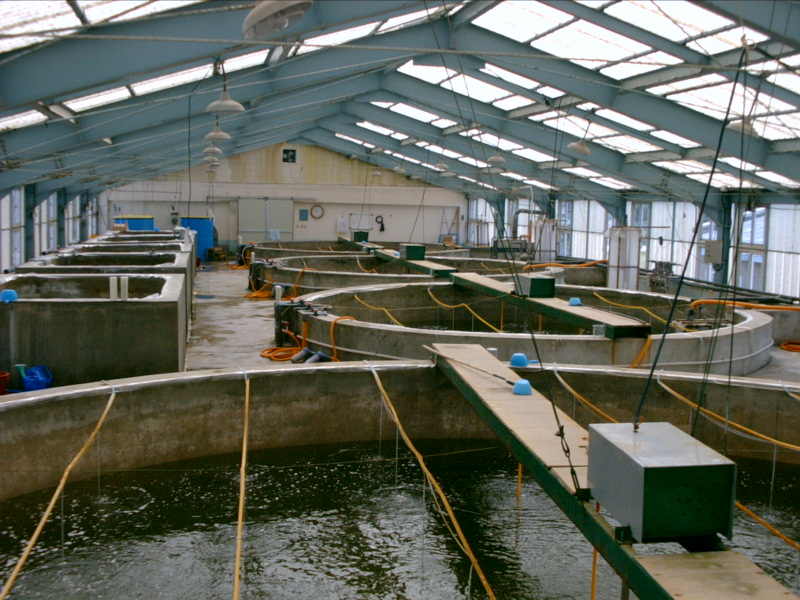
Une écloserie de crevettes en Corée du sud.

L'IMNV responsable de la maladie est un totivirus très étroitement apparenté au Giardia lamblia virus, un autre membre de cette famille.
Les enquêtes épidémiologiques et le séquençage du génome indiquent que la maladie a été introduite en Indonésie à partir du Brésil en 2006. Les lésions histologiques sont proches de celle causées par la maladie des queues blanches des Penaeidae et par celle de Macrobrachium rosenbergii. Il semble que l'IMNV soit plus résistant à la désinfection que d'autres virus des Penaeidae .

## Extension et importance
Le virus cause des pertes économiques importantes dans les élevages de Penaeus vannamei (crevette blanche du Pacifique ou crevette à pattes blanches). La crevette bleue du Pacifique (P. stylirostris) et la crevette géante tigrée (P. monodon) peuvent être infectées expérimentalement, mais sans entraîner de mortalité.
Chez Penaeus vannamei, la mortalité varie de 40% to 70% dans les élevages. Pendant et après la maladie, le taux de conversion alimentaire peut passer de 1.5 à 4.0 ou plus.
La maladie a été signalée dans le nord-est du Brésil, à Java, Sumatra, Bangka, Bornéo, Sulawesi, Bali, Lombok et Sumbawa.

## Pathologie et épidémiologie
Le virus fait des dégâts sur les formes juvéniles et les sub-adultes de P. vannamei élevés dans des eaux saumâtres faiblement salées. Il s'attaque aux muscles striés, au tissu conjonctif, aux hémocytes et aux cellules parenchymateuses des organes lymphoïdes.
Les individus qui survivent à la maladie peuvent héberger le virus pendant le reste de leur vie et il est possible qu'ils transmettent le virus de manière verticale à leur descendance. La transmission horizontale par cannibalisme est courante. Il est également possible que le virus survive dans l'intestin et les fientes des oiseaux de mer qui se nourrissent de crevettes malades, contribuant ainsi à la dissémination de la maladie.

## Expression de la maladie
Dans les zones d'enzootie, la prévalence de l'infection peut atteindre 100%. L'infection se traduit par une mortalité soudaine et élevée, faisant généralement suite à un stress lié à l'élevage (changement de salinité ou de température de l'eau, distribution alimentaire, prélèvement au filet). Les muscles striés des individus malades présentent des lésions de nécrose, particulièrement à l'extrémité de l'abdomen et de la queue.

## Traitement et prévention
Il n'existe ni traitement, ni vaccin efficaces contre la maladie. Certaines lignées de P. vannamei supporteraient mieux l'infection que d'autres. Certaines fermes aquacoles préfèrent changer d'espèces et passer à l'élevage de P. monodon ou P. stylirostris, sur la foi de rapports indiquant que ces espèces sont résistantes au virus IMN.
En l'absence de données scientifiques précises, la désinfection des œufs et des larves est recommandée. Le dépistage par PCR de la maladie chez les reproducteurs et leurs larves, avec destruction des lots infectés, semble également donner de bons résultats dans le contrôle de la maladie.
La mise en jachère des élevages (voire de régions entières) peut s'avérer nécessaire avant de les repeupler avec des populations indemnes et spécifiquement sélectionnées pour s'adapter aux conditions locales d'élevage. Enfin, les bonnes règles d'élevage et de gestion sanitaire sont applicables à la prévention de l'infection par le virus IMN.